# Condictio ob turpem vel iniustam causam
Die condictio ob turpem vel iniustam causam (lat. für „Rückgewähranspruch wegen eines unsittlichen oder unrechten Rechtsgrunds“) ist eine besondere Leistungskondiktion des deutschen Bereicherungsrechts, die in § 817 des Bürgerlichen Gesetzbuchs (BGB) normiert ist.
§ 817 Satz 1 BGB gibt einer Person, die eine Leistung erbringt, das Recht, diese vom Leistungsempfänger zurückzufordern, wenn dieser mit deren Annahme gegen ein gesetzliches Verbot oder gegen die guten Sitten, also das allgemeine Anstandsgefühl, verstößt. Diesen Anspruch schuf der Gesetzgeber, um jemanden, der einen Vermögensvorteil in verwerflicher Weise erlangt, zu verpflichten, diesen Vorteil an den Leistenden wieder herauszugeben.
Dem Anspruch steht gemäß § 817 Satz 2 BGB der Grundsatz Nemo turpitudinem suam allegans auditur (deutsch für „Die Rechtsordnung erhört einen unsittlichen Vortrag nicht“) gegenüber, der eine Rückforderung ausschließt, wenn dem Leistenden seinerseits ein Verstoß der gleichen Güte zur Last fällt.

## Entstehungsgeschichte
Der Anspruch aus § 817 Satz 1 BGB beruht auf einer Regelung des römischen Rechts. Sie bedeutete einen Sonderfall der Kondiktion wegen Zweckverfehlung, hergeleitet aus der condictio ob rem. Mit ihr konnte eine Leistung herausgefordert werden, die erbracht wurde, um einen bestimmten Erfolg zu bewirken, der gegen die guten Sitten verstieß. Dieser Konzeption folgten einige deutsche Rechtswerke, etwa das Sächsische Bürgerliche Gesetzbuch. Auch in den Beratungen für die Schaffung eines Bürgerlichen Gesetzbuchs für das Kaiserreich Deutschland entschieden sich die Kommissionen dazu, die condictio ob turpem vel iniustam causam in das BGB aufzunehmen. Allerdings erweiterten sie deren Anwendungsbereich gegenüber ihren Vorbildern auf solche Leistungen, die zur Erfüllung von Verbindlichkeiten dienten.

## Normierung
Die Regelung des § 817 BGB lautet seit Inkrafttreten des BGB am 1. Januar 1900 wie folgt:

## Voraussetzungen des Anspruchs aus § 817 Satz 1 BGB
Der Anspruch des § 817 Satz 1 BGB erfordert als besondere Form der allgemeinen Leistungskondiktion (condictio indebiti, § 812 Absatz 1 Satz 1 Alternative 1 BGB), dass der Anspruchsgegner etwas durch eine Leistung erlangt hat. Unter einer Leistung versteht das Bereicherungsrecht jede bewusste, zweckgerichtete Mehrung fremden Vermögens. Als erlangter Bereicherungsgegenstand kommt jeder vermögenswerte Vorteil in Betracht, etwa der Erwerb eines Rechts.
Durch die Annahme dieses Vorteils muss der Leistungsempfänger gegen ein gesetzliches Verbot oder gegen die guten Sitten verstoßen haben. Ein gesetzliches Verbot kann jeder Rechtssatz darstellen, der im deutschen Recht Geltung entfaltet. Hierzu zählen deutsche Rechtsnormen, Rechtsakte der Europäischen Union sowie ausländisches Recht, soweit es nach den Regeln des Internationalen Privatrechts anstelle des deutschen Rechts anzuwenden ist. Den Begriff der guten Sitten definiert die Rechtsprechung als das Anstandsgefühl aller billig und gerecht Denkenden. Für die Beurteilung eines Geschäfts als sittenwidrig ist daher die Moralvorstellung des Durchschnittsbürgers maßgeblich. Ein Beispiel für eine solche sittenwidrige Leistungsannahme stellt der Empfang einer Schenkung einer Gemeinde dar, die gegen haushaltsrechtliche Bestimmungen verstößt.
Weiterhin muss der Empfänger von der Unzulässigkeit seines Handelns entweder Kenntnis haben oder sie in leichtfertiger Weise verkennen. Hierbei kann der Wissensstand eines Stellvertreters in analoger Anwendung des § 166 BGB dem Vertretenen zugerechnet werden.

## Anwendungsbereiche des Anspruchs
In vielen Fällen, in denen § 817 Satz 1 BGB anwendbar ist, kommt auch die allgemeine Leistungskondiktion in Betracht. Dies liegt daran, dass sowohl der Sitten- (§ 138 BGB) als auch der Normverstoß (§ 134 BGB) zur Unwirksamkeit des der Leistung zugrunde liegenden Verpflichtungsgeschäfts führen. Hierdurch entfällt der Rechtsgrund dafür, dass der Empfänger die Leistung behalten darf, sodass der Leistende diese bereits über die allgemeine Leistungskondiktion zurückfordern darf. Dies schränkt den Anwendungsbereich der condictio ob turpem vel iniustam causam stark ein. Der eigenständige Anwendungsbereich des § 817 Satz 1 BGB beschränkt sich daher im Wesentlichen auf zwei Fallkonstellationen:
In der ersten Konstellation hat nur eine Partei einen Sitten- oder Gesetzesverstoß begangen. Gemäß der §§ 134 und 138 BGB ist das Rechtsgeschäft grundsätzlich lediglich nichtig, wenn ein derartiger Verstoß beiden Parteien vorzuwerfen ist. Eine condictio ob turpem vel iniustam causam kann daher beispielsweise bei Erpressungen eingreifen: Hier ist das der Leistung zugrunde liegende Verpflichtungsgeschäft – meist eine Geldzahlung – wirksam, denn gegen das Gesetz und die guten Sitten verstößt allein der Empfänger, sodass die Überlassung der Leistung nicht nach §§ 134, 138 BGB nichtig ist. Die allgemeine Leistungskondiktion ist daher nicht anwendbar, sodass die Leistung nur mithilfe von § 817 Satz 1 BGB zurückgefordert werden kann.
In der zweiten Fallgruppe ist die allgemeine Leistungskondiktion kraft gesetzlicher Anordnung ausgeschlossen. § 814 BGB erklärt diese für nicht anwendbar, wenn der Leistende seine Leistung erbringt, obwohl er weiß, dass hierfür kein rechtlicher Grund besteht. Aus der systematischen Stellung dieses Ausschlussgrunds nach der condictio indebiti und vor der condictio ob turpem vel iniustam causam ergibt sich, dass diese Kondiktionssperre für letztere nicht gilt. Eine weitere Kondiktionssperre enthält § 813 Absatz 2 BGB. Diese Norm schließt die Rückforderung einer Leistung aus, die vor ihrer Fälligkeit erbracht wurde. Mit dieser Norm bezweckte der Gesetzgeber, überflüssige Transaktionen zu vermeiden: der Leistende wäre bei Eintritt der Fälligkeit seiner Schuld nach der Rückforderung verpflichtet, seine Leistung erneut zu erbringen. Auch diese Sperre ist auf die Kondiktion des § 817 Satz 1 BGB nicht anwendbar.

## Ausschluss des Rückforderungsanspruchs, § 817 Satz 2 BGB

### Regelungsinhalt und Anwendungsbereiche
§ 817 Satz 2 BGB enthält eine besondere Einwendung des Anspruchgegners gegen die Inanspruchnahme aus § 817 Satz 1 BGB: Hiernach ist die Rückforderung der Leistung ausgeschlossen, wenn dem Leistenden gleichfalls ein Sitten- oder Rechtsverstoß zur Last fällt. Der Zweck dieser Regelung wird auf verschiedene Weise gedeutet: Teilweise wird der Norm eine Straffunktion zugeschrieben: Derjenige, der in verwerflicher Weise handele, verdiene keinen Schutz durch die Rechtsordnung. Andere sehen in der Norm den Entzug des Rechtsschutzes: Wer sich durch rechtlich missbilligtes Handeln außerhalb der Rechtsordnung bewege, könne nicht durch diese geschützt werden. Wiederum andere nehmen an, dass die Norm der Generalprävention dient: Indem die Parteien, die an einem rechtlich missbilligten Geschäft teilnehmen, damit rechnen müssen, ihre Leistung zu verlieren, ohne hierfür eine Gegenleistung zu erhalten, werden solche Geschäfte für die Beteiligten unattraktiv.
Der Anspruchsausschluss des § 817 Satz 2 BGB erstreckt sich trotz seiner Stellung auf alle Formen der Leistungskondiktion, da die Norm ein übergeordnetes Prinzip des BGB zum Ausdruck bringt: den Entzug von Rechtsschutz bei Handeln außerhalb der Rechtsordnung. Streitig ist das Verhältnis zwischen der Kondiktionssperre des § 817 Satz 2 BGB und dem Widerrufsrecht des Verbrauchers. Nach Auffassung des Bundesgerichtshofs versperrt § 817 Satz 2 BGB die Rückforderung einer Leistung durch einen Verbraucher nicht, wenn dieser von seinem Widerrufsrecht Gebrauch macht. Dem wird entgegengehalten, dass das rechtliche Interesse an der Vermeidung von rechts- und sittenwidrigen Geschäften größer ist als das Interesse am Verbraucherschutz, wenn der Verbraucher durch bewusste Beteiligung an einem solchen Geschäft nicht schutzwürdig ist.
Der Anspruchsausschluss wird ferner dahingehend ausgeweitet, dass er auch dann zur Anwendung kommt, wenn allein dem Leistenden ein Verstoß gegen Recht oder die guten Sitten vorzuwerfen ist. Dies widerspricht zwar dem in § 817 Satz 2 BGB verwendeten Begriff gleichfalls, allerdings wäre es wertungswidersprüchlich, wenn der selbst unredlich handelnde Empfänger der Leistung diese behalten dürfte, der redlich Handelnde jedoch nicht.

### Ausnahmen
In bestimmten Fallgruppen, die von Rechtsprechung und Lehre ausgearbeitet und diskutiert werden, wird die Einrede des § 817 Satz 2 BGB aus Wertungsgründen versperrt oder eingeschränkt:
Ein Teilnehmer eines Schneeballsystems kann die Herausgabe seines Beitrags von einem hierdurch begünstigten Teilnehmer herausfordern, obwohl ihm bewusst war, dass das System unlauter ist. Dürfte der Anspruchsgegner den Beitrag behalten, hätte der Leistungsempfänger wie geplant von dem System profitiert. Dieser Mechanismus begründet jedoch gerade die Sittenwidrigkeit eines Schneeballsystems, weswegen jeder Beteiligte seinen Beitrag zurückerhalten soll.
Die frühere Rechtsprechung schränkte die Anwendbarkeit der Kondiktionssperre außerdem im Fall der Schwarzarbeit ein: Der Schwarzarbeiter sollte trotz seiner verbotenen Arbeitsleistung einen Anspruch auf Vergütung geltend machen können. Sie begründete dies mit der ansonsten eintretenden unangemessenen Begünstigung des Empfängers der Arbeitsleistung, der durch die Kondiktionssperre in den Genuss der Arbeitsleistung käme, ohne den Arbeiter hierfür zu entlohnen. Diese Argumentation wurde vielfach kritisiert: Insbesondere wurde ihr vorgeworfen, den Schwarzarbeiter zu begünstigen, obwohl dieser in gleicher Weise wie der Arbeitnehmer bewusst rechtswidrig handelt. Die vorherrschende Ansicht in der Lehre forderte daher, in solchen Fällen § 817 Satz 2 BGB uneingeschränkt anzuwenden. Mit Urteil vom 10. April 2014 schloss sich der Bundesgerichtshof diesem Standpunkt an und verwarf seine frühere Rechtsprechung.
Vergibt jemand ein Darlehen zu einem wucherischen Zinssatz, ist ein solches Geschäft nach § 138 BGB nichtig. Die uneingeschränkte Anwendung des § 817 Satz 2 BGB führte zum Ergebnis, dass der Wucherer das überlassene Kapital nicht vom Darlehensnehmer zurückfordern könnte. Da dieses Ergebnis letzteren im Übermaß begünstigt, betrachtet die Rechtsprechung als Leistung nicht das überlassene Kapital als solches, sondern nur dessen zeitweise Überlassung. § 817 Satz 2 hindere den Darlehensgeber daher lediglich daran, das Kapital vor Ablauf der vereinbarten Überlassungsdauer zurückzufordern. Nach Ablauf dieser Zeit stehe die Norm der Kondiktion nicht entgegen. Ein Anspruch auf Zahlung von Darlehenszinsen bestehe wegen des nichtigen Vertrags hingegen nicht. Letzteres wird in der Wissenschaft teilweise anders beurteilt, da der Darlehensnehmer durch den Genuss eines zinslosen Darlehens übermäßig begünstigt werde. Daher soll der Darlehensgeber den marktüblichen Zins erhalten. Dem wird entgegengehalten, dass Wucherer hierdurch gefahrlos einen überhöhten Zinssatz fordern könnten, da ihnen im Falle einer gerichtlichen Überprüfung lediglich die Korrektur des Zinssatzes auf das droht, was sie anfänglich hätten fordern dürfen. Anders sieht es die Rechtsprechung allerdings bei wucherischen Mieten für Wohnraum: Hier billigt sie dem Vermieter einen Mietzins zu, der noch als angemessen erscheint.
Streitig ist die Beurteilung des Kaufs eines Radarwarngeräts: Der Bundesgerichtshof erachtet einen solchen Vertrag wegen Sittenwidrigkeit als gemäß § 138 BGB nichtig, da er einem Verstoß gegen § 23 Absatz 1b der Straßenverkehrsordnung Vorschub leistet. Ist das Gerät mangelhaft, kann der Vertrag, daher nicht nach Leistungsstörungsrecht, sondern nur nach Bereicherungsrecht abgewickelt werden. Daher stellt sich die Frage, ob § 817 Satz 2 BGB der Rückforderung des Kaufpreises entgegensteht. Das Landgericht München I ging davon aus, dass dies nicht der Fall sei: Könne der Käufer seinen Kaufpreis nicht zurückfordern, profitierte der Verkäufer vom Sittenverstoß, was dem Sinn der Rechtsordnung zuwiderlaufe. Hiergegen wird eingewandt, dass der Käufer nicht schutzwürdig sei, da er das verbotene Gerät bewusst erworben hat, um Verkehrskontrollmaßnahmen zu überwinden. Der Verlust des Kaufpreises halte außerdem andere Personen davon ab, solche Verträge zu schließen.